# Гримёр

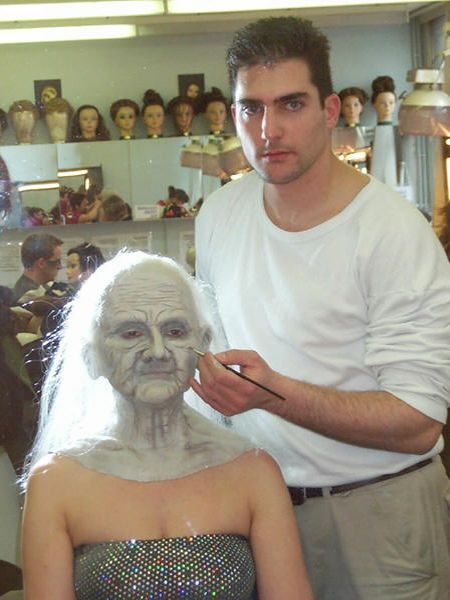

Гримёр — человек, профессионально изменяющий образ актёра (театра, кино, цирка и пр.) для соответствующей роли. Слово «гримёр» происходит от др.-греч. grimo, означающего «морщина».

## Описание профессии
Тысячи лет назад люди в разных частях света обнаружили, что порошковые пигменты, смешанные с восковой или жировой основой, можно использовать для создания выразительных эффектов личного украшения и преображения. Сохранение этой практики отражено в общепринятом для театрального грима термине «жирная краска». Избранные типы или стили раскраски часто использовались для особых случаев, которые могли включать поход на войну, празднование жизненных событий и религиозные фестивали. Последние часто включали перформативные аспекты, такие как танец и реконструкция мифических событий. Актёры античного театра разрисовывали себе лица в виде масок, показывающих характер персонажа. Таким образом, современный театральный грим является наследником очень древней театральной традиции.
«Существительное „гримёр“ появилось позже других однокоренных слов — в начале XX в., в это же время официально была утверждена профессия гримёра во многих российских театрах».
Существует несколько типов гримов и техник его нанесения, что отличает работу гримёра от работы парикмахера и визажиста. Гримёр учитывает особенности театрального и киноискусства, так как выполняемая им работа тесно связана с другими технологиями этих сфер, например, освещением.
Работа гримёра часто не ограничивается только нанесением грима. Например, гримёр-постижёр, помимо накладывания грима, занимается ещё и изготовлением (шитьём) бород, усов, париков и других изделий из волос.
Получить профессию гримёра можно в театральных институтах, вузах и колледжах киноискусства.